# Astrolabiusz
Astrolabiusz (ur. ok. 1118 w Bretanii, zm. po 1162) – francuski duchowny. Znany jako syn Heloizy i Piotra Abelarda.
Astrolabiusz po urodzeniu został wysłany do Le Pallet, gdzie mieszkała rodzina jego ojca.
Gdy Astrolabiusz osiągnął wiek około 20 lat, jego matka, Heloiza, poprosiła Piotra Czcigodnego, opata w Cluny, aby ten przyjął syna do zakonu. Dzięki temu wstawiennictwu Astrolabiusz uzyskał miejsce przy jednej z katedr lub w jednym z opactw Francji.
Kronika katedry w Nantes wspomina w roku 1150 kanonika o imieniu Astrolabius. Nie jest jednak pewne, czy był to syn Heloizy i Abelarda. Również nie jest jednoznaczne powiązanie Astrolabiusza z kanonikiem Astrolabiusem, którego wymienia rejestr zmarłych w sanktuarium Parakleta, choć tutaj znajduje się dopisek Syn naszego mistrza Piotra.
Abelardowi przypisuje się skierowany do syna utwór Carmen ad Astralabium.
Beletrystyczna wersja historii miłości Abelarda i Heloizy z punku widzenia ich syna została przedstawiona przez Louise Rinser w jej wydanym w roku 1991 utworze Abelard's Love (Miłość Abelarda).